# 大阪新聞
大阪新聞（おおさかしんぶん）は、大阪府を中心とした近畿圏に向けて発行していた夕刊地方新聞（事実上準ブロック紙）である。発行所は『株式会社大阪新聞社』（産業経済新聞社（産経新聞社）の子会社）。フジサンケイグループの活字メディアの源流である。

## 歴史・概要
- 1922年（大正11年）7月9日、大阪府西成郡今宮町天下茶屋（現・大阪市西成区）で新聞販売店を経営する前田久吉が、旬刊「南大阪新聞」を創刊。
- 1923年（大正12年）6月1日に日刊化され、「夕刊大阪新聞」に改題。
- 1933年（昭和8年）6月20日、産経新聞の前身である「日本工業新聞」（実質的にはのちのフジサンケイ ビジネスアイ。ただし、産経新聞社としてはこの日を現在の産経新聞の創刊日としている）を僚紙として創刊。
- 1939年（昭和14年）3月6日、日本工業新聞の発行元が「株式会社日本工業新聞社（現・産業経済新聞社）」に分社化。
- 1940年に「関西中央新聞」、翌1941年に「関西日報」、『大阪日日新聞』等を統合。次いで1942年（昭和17年）7月1日に『大阪時事新報』と合併し、「大阪新聞」として新発足する。
- 1946年（昭和21年） - 大阪日日新聞、大阪時事新報が独立し復刊。
- 1951年（昭和26年） - 大阪時事新報が再度、本紙に合同。
- 1991年 - 3月、日曜版の発行を中止。
- 1996年（平成8年）3月25日 - 公式ホームページ「OSAKANEWS.COM」を開設。
- 2002年（平成14年）3月30日 - この日の発行を持って産経新聞大阪本社版夕刊に紙面統合、事実上廃刊。

特に戦後は、大阪府の地方紙はすべて夕刊で発行されたが、全国紙・産経新聞のバックアップ体制から取材、紙面づくりは他紙を圧倒した。産経新聞が一般紙に衣替えをして、夕刊を発行した後も競合せずに差別化を図った。1958年産業経済新聞社は水野成夫に買収されたが、大阪新聞は産経新聞と統合せずそのままとされた。産経新聞は1953年に東京本社が夕刊の発行を開始したが、大阪本社は東京より3年遅れの1956年に夕刊を発行することになった。その後も「朝は産経・夕は大阪新聞」という謳い文句で両紙購読する者もいた。しかし、かつては記者の取材情報が直接大阪新聞に入っていたが、1959年に「紙面調整」で産経新聞とほぼ同じ内容の記事になったころから部数が落ち始め、しばらくして独立編集を図ったものの、以前とは異なり産経新聞を経由しなければ情報が手に入らなくなったことから苦戦するようになった。その後、1965年9月に編集長になった三井輝彦により、夕刊紙での株価最終値の掲載や競馬面・教育面の充実といった紙面改革によって部数は回復した。1969年、産業経済新聞社は「夕刊フジ」を創刊するが、これとも差別化を図ることで部数を確保した。

2002年3月に産経新聞東京本社版の夕刊が廃止されたのに伴って大阪新聞は産経新聞大阪本社版夕刊に紙面統合される形となり事実上廃刊した。これにより、大阪にあった夕刊の地方新聞は全て消滅（大阪日日は2000年10月1日から新日本海新聞社が買収して朝刊紙に移行）となった。このため、2002年4月以後の産経新聞大阪夕刊は、事実上関西の地場記事や特集に特化した内容となり、全国紙・産経新聞としての夕刊の機能は夕刊フジに整理・統合された。2004年12月1日に、「株式会社大阪新聞社」は産業経済新聞社に吸収合併され、「大阪新聞」の商標・著作権は産経新聞社が継承、管理することになった。
織田作之助、司馬遼太郎など数多くの作家を輩出した新聞であり、近畿地方の私立大学の合格者名簿を例年3月に掲載。最終版（大阪府下と京都市・神戸市の主要駅ターミナルの売店向けに発売）では東京証券取引所の株価終値を掲載するなど、『日本一遅い夕刊紙』として関西のビジネスマンに親しまれた。『日本一遅い夕刊紙』の伝統は、夕刊フジ関西版に引き継がれた。なお、発売日（発行日は他の夕刊紙同様、発売日の翌日となっている）翌日には、東京駅の東海道新幹線ホームのキヨスクでも販売され、関西方面へ出張に向かうビジネスマンにも親しまれた。
ラジオ大阪が、開局当初から放送している「産経新聞ニュース」を平日夕方16時台に限り「大阪新聞ニュース」に改題して廃刊直前まで放送した。上記のとおり、産経新聞と報道連携を取っている関係で事実上は産経新聞大阪本社から記事提供・編集を受けていた。このような流れは大阪新聞廃刊後の2002年4月からは、産経新聞発行の夕刊紙「夕刊フジ」に譲り「夕刊フジ最終便」として放送されたのち、本来の改編期ではない2011年（平成23年）2月に終了し、現在は「産経新聞ニュース」に統合されている。

## 番組表
テレビ・ラジオ番組表（中面）は放送局表示のカットを含めて親会社・産経新聞のものと同じものを使用していた。（産経本体のテレビ番組表の放送局表示のカットが変更された1998年以後も、1988年から使われた旧来のものを引き続いて使用していた）番組表は上段に発行された当日夕方～深夜の放送終了（24時間放送の局は放送日付上の切り替え前の番組まで）の在阪7局（NHK教育、NHKテレビ、毎日テレビ、ABCテレビ、関西テレビ、読売テレビ、テレビ大阪）と京都テレビ、サンテレビの番組表をフルサイズで、その左端にNHK-FM、FM802をハーフサイズで、また下段にはNHK第1、NHK第2、ラジオ大阪、毎日ラジオ、ABCラジオ、京都ラジオ、ラジオ関西とNHK衛星第1、NHK衛星第2、WOWOWの番組表が1/4サイズで掲載され、中間に発行日当日夜間のテレビ番組解説、下段には上段フルサイズ各局の翌日1日のテレビ番組表をハーフサイズで載せてあった。

## 地紋
- 「夕刊大阪新聞」時代は、横線に大阪市の市章・澪標を配した意匠
- 「大阪新聞」発足後は、「朝日新聞」同様に葦となる。1986年4月以降、題字下にフジサンケイグループの“目玉マーク”が添付される。
- 紙面改革で季節ごとにバックカラーを変えた上で、フジサンケイグループの統一書体（馬場雄二作）で「大阪新聞」と書かれたものに変更（春=緑、夏=青、秋=オレンジ、冬=赤のバックカラーを採用。また1面題字は左上にあった）
- 再度紙面改革で1995年9月4日に丸、三角の模様を基調とした地紋に明朝体で「大阪新聞」と書かれたものに変更して終刊まで至る。終刊まで使用された題字のデザインはデザイナーの田中一光が手掛けた。

## 連載漫画
- 南部正太郎『ヤネウラ3ちゃん』（1946年3月12日～？）
- いわみせいじ『ボンちゃん』

他

## 期間限定復活
2013年、産経新聞大阪本社が日本工業新聞（初代）として創刊し80周年になるにあたり、その記念事業として「大阪新聞」を産経大阪版の夕刊への統合後10年ぶりに、期間限定という形で復活させることになった。
この試みは2013年7月26日から原則として毎月最終金曜日に年内6回にわたり掲載し、通常は地上波テレビ番組表を載せている最終頁を「大阪新聞」の復活版として掲載し、大阪新聞が得意とする地域の課題や経済・社会などをテーマに、特集記事を掲載する。産経新聞は「今回の特別紙面は、産経新聞のルーツを見直そうという意味で復活させた。大阪新聞であれば今の問題にどう切り込んでいくかと考えて紙面を作っている」と説明している